# Eva Stæhr-Nielsen
Eva Christiane Barfred Stæhr-Nielsen (født Wilhjelm 30. juli 1911 på Frederiksberg, død 26. april 1976 i København) var en dansk keramiker.
Hun voksede op i et kreativt miljø. Hendes mor, Emma Sophie Barfred, var en af de første kvinder som gik på Kunstakademiets Kunstskole for Kvinder, men hun arbejdede ikke som kunstner efter at hun giftede sig. Faren, Axel Fasting Wilhjelm, var uddannet boghandler. Han blev senere leder af Dansk Rejsebureau. Evas farbror var maleren Johannes Wilhjelm.
Eva Stæhr-Nielsen bestemte sig tidligt for at blive keramiker, men forældrene ville at hun skulle tage studenteksamen. Hun begyndte derfor på Marie Kruses Skole, men fuldførte aldrig. I 1930 blev hun optaget som elev ved den nyoprettede Kunsthåndværkerskole i København. Der mødte hun den 15 år ældre billedhugger Olaf Stæhr-Nielsen, som var lærer for keramikklassen. Han fik stor betydning for hendes liv og kunstneriske udvikling. De to blev gift i 1935 og havde gennem årene et liv med gensidig inspiration. De fik to børn sammen.
I 1932 begyndte Eva Stæhr-Nielsen at arbejde ved Nathalie Krebs' værksted Saxbo. Dette værksted producerede seriefremstillet stentøj af høj kunstnerisk kvalitet og blev førende både i Danmark og i Europa. Hun signerede nogle af sine produkter med "EW" for Eva Wilhjelm, også efter hun var blevet gift.
Den første tid ved Saxbo drejede Stæhr-Nielsen askebægere efter forlæg, men hun fik efter kort tid brugt andre sider af sit talent. Fra 1932 til 1951 var hun Saxbos eneste formgiver og kom til at sætte sit præg på værkstedets kunstneriske profil. Hun udformede blandt andet en tekande (Kuglerund Tepotte) og en vase (Spaltekanden) som blev vist på en udstilling på Nationalmuseet i Stockholm i 1933. Begge produkter blev produceret på værkstedet frem til 1968, da Saxbo lukkede. 
Stæhr-Nielsen var med på mange udstillinger i ind- og udland, blandt andet ved Kunstindustrimuseet i Oslo (1934) og Kunstindustrimuseet i København (1935 og 1954). 
Hun modtog flere hædersbevisninger. I 1937 fik hun guldmedalje på Verdenudstillingen i Paris. Ved Triennalen i Milano fik hun æresdiplom i 1954 og guldmedalje i 1957. Hun vandt også priser i Japan og USA.
Det danske selskab Spring Copenhagen samarbejder (per 2020) med Stæhr-Nielsens familie for at relancere flere af produkterne hun skabte i perioden 1932 til 1968.